# ドンテポーナ
ドンテポーナ（Dom Teporna）は、財布、バッグなどを中心としたファッション小物ブランド。多くがメンズをターゲットとし、牛革やカーボンレザーを主に使用した財布、バッグ、電子タバコケースなどをラインナップする。
株式会社FALCONERが展開する。

## 概要
- 2017年6月：ブランド第一号アイテムとして手帳型のアイコスケースを発売。牛革とカーボンレザーの2ラインナップ。
- 2017年10月：ブランドとして商標登録
- 2017年8月：ブランド初となる羊革ラインナップとして手帳型アイコスケースを発売。また、同じくカーボンレザー製のPloom TECH（プルームテック）用ケースを発売。
- 2017年12月：glo (加熱式タバコ)専用ケースの販売開始、同じくイタリアンレザーを用いた商品をラインナップする「Dom Teporna Italy」が始動。イタリアンレザー製の「小さい財布」を発表。ブランドで一番のベストセラーとなる。
- 2018年2月：ブランドで初めてのバッグであるビジネスバッグを発売。素材にはイタリアンレザーやカーボンレザーを使用した。
- 2018年3月：生地にブライドルレザーを使用したアイテムの発売。第一弾としてブランドアイコンである「小さい財布」にブライドルレザーを使用。
- 2019年6月：牛革を独自のグラデーションでカラーリングしたグラデーションレザーを使用したアイテムの発売。
- 2019年12月：レコード盤のような筋が入ったバイナルレザーを使用したアイテムの発売。

## 派生ブランド
Dom Teporna Italy
イタリアで中世より伝わるベジタブルタンニンなめしの手法を用いたイタリアンレザーをアイテムの素材に使用。エイジングを楽しめる大人のメンズ志向がより強いラインナップ。